# ウィルソン・グレートバッチ
ウィルソン・グレートバッチ（Wilson Greatbatch、1919年9月6日 - 2011年9月27日）はアメリカ合衆国の電子技術者、発明家である。インプラント型心臓ペースメーカの開発、実用化に貢献した。生涯で325件の特許を取得し、ペースメーカ用リチウム電池も発明した。

## 略歴
ニューヨーク州のバッファローでイギリス生まれの企業経営者の息子に生まれた。第二次世界大戦中はアメリカ海軍の軍人となり、駆逐艦の電子装備の修理や油送船での勤務、レーダー操作技術の教官や爆撃機の射手などとして働いた。戦後、電話技術者として一年ほど働いた後、退役軍人への奨学制度でコーネル大学で電子工学を学び、1950年に学位（B.E.E.）を得た。1957年にバッファロー大学から修士号を得た。 大学を卒業した後バッファローのTaber Instrument Corporationの電子装置部門のマネージャーとなるが、会社がペースメーカの開発に興味を持たなかったので、自らの会社を設立した。
しばしばグレートバッチは心臓ペースメーカの発明者とされるが、ペースメーカーに類する電気信号を与えて心臓の機能を回復させるアイデアは18世紀からあった。1920年代には最初の装置の試みがなされたが、装置は小型の冷蔵庫ほどの大きさで、心拍を再開させるために針で電気信号が与えられた。
1958年までにスウェーデンのカロリンスカ研究所で心臓外科医、オーケ・セニング（Åke Senning）と エルムクヴィスト（Rune Elmqvist）によってペースメーカーの埋め込み手術が行われた。最初の例では3時間で効果をなくし、第2例で2日間、その後の改良がなされたが、数ヶ月の延命にしか効果を発揮できていなかった。
グレートバッチは1956年にバッファローの慢性疾患研究所（Institute for the Study of Chronic Diseases）の依頼で、心拍信号の測定記録装置の製作を依頼されたことからこの分野に入った。回路のテスト中に心臓を駆動するパルス信号を得る回路のアイデアを得て、自費で研究室を立ち上げた。
1958年にバッファロー復員軍人援護病院（Buffalo Veterans Administration Hospital）の外科医、チャーダック（William Chardack）と知り合い、小型の心臓ペースメーカがあれば、年間1万人の患者を救うことができると聞かされた。数週間後、チャーダックによって犬に埋め込み手術が行われた後、1960年6月6日に最初の人間への手術が行われ、最初の患者は18ヶ月延命した。当初、水銀電池を電源に用いていたのを寿命が長いリチウム電池を開発するなど、心臓ペースメーカの実用化に貢献した。1961年から世界的にな医療機器メーカー、メドトロニックによってライセンス生産が行われるようになった。
全米発明家殿堂（National Inventors Hall of Fame inductees）に選ばれ、1990年にアメリカ国家技術賞、1996年にワシントン賞を受賞した。